# Alfonso Pecoraro Scanio
Alfonso Pecoraro Scanio (ur. 13 marca 1959 w Salerno) – włoski polityk, prawnik i nauczyciel akademicki, były przewodniczący Federacji Zielonych, minister i parlamentarzysta.

## Życiorys
Ukończył studia prawnicze, podjął praktykę w zawodzie adwokata, zajmował się też dziennikarstwem.
W latach 80. uzyskiwał mandaty radnego Salerno i regionu Kampania. W 1989 został koordynatorem Europejskiej Partii Zielonych, a rok później znalazł się wśród założycieli krajowej Federacji Zielonych (Verdi). Od 1992 do 2008 zasiadał w Izbie Deputowanych XI, XII, XIII, XIV i XV kadencji. Od 25 kwietnia 2000 do 11 lipca 2001 sprawował urząd ministra rolnictwa w rządzie Giuliana Amato. Następnie został przewodniczącym Zielonych. W 2006 bez powodzenia ubiegał się o przywództwo w wyborczym bloku centrolewicy – L'Unione. Po wygranych przez Unię wyborach w 2006 objął tekę ministra środowiska w gabinecie Romano Prodiego. Urząd ten sprawował do końca urzędowania tego rządu, tj. do 7 maja 2008. Przed przedterminowymi wyborami w 2008 wraz z liderami ugrupowań socjalistycznych i komunistycznych powołał koalicję Lewica-Tęcza, która nie weszła do parlamentu. Po tej porażce i utracie mandatu poselskiego Alfonso Pecoraro Scanio jeszcze w tym samym roku zrezygnował z kierowania Federacją Zielonych.
W 2008 został prezesem fundacji Fondazione UniVerde, zajął się też działalnością dydaktyczną jako nauczyciel akademicki na włoskich uniwersytetach. Autor i współautor kilku publikacji książkowych.
Jest biseksualistą, co ujawnił w 2000 jako pierwszy minister w historii Włoch.